# 山本宝
山本 宝（やまもと たから、1990年7月1日- ）は、神戸出身の社会起業家。2016年、レンタルスペースやシェアオフィスとして利用できる癒しの空間ROUGH LABOを立ち上げ、2017年に株式会社ROUGH LABOを法人化し、創業。2022年より神戸北野エリアの異人館をリニューアルした次世代型クリエイティブ拠点「北野メディウム邸」をオープン。2024年より同エリアで二店舗目の異人館であるカフェテラス「ティファニーの休日」を運営。 主な著書に『夢を叶える！起業のノート　ラフ描きで始まる、がんばりすぎないビジネスの作り方』（2024年9月発売）。

## 経歴
1990年7月1日、神戸市に生まれる。関西学院大学人間福祉学部人間科学科卒業。
2013年より2年間、株式会社クイック（大阪市北区）という人材紹介会社にてキャリアコンサルタント業務に従事。
2016年、クラウドファンディングで出資を募り、ROUGH LABOを創業。「コワーキングカフェROUGH LABO」を大阪市北区末広町で創業
2017年9月、「株式会社ROUGH LABO」として法人化。代表取締役。フィッシュバーガー専門店「SALUSALU」開店（2018年閉店）
2018年、レンタルスペース事業開始。「大阪 レンタルスペース」ランキングで1・2位を記録
2019年7月25日、女性経営者データベースサイトを運営する女性社長.net（運営：東京都千代田区・株式会社コラボラボ企画）は、11回目を迎える女性起業家の祭典「J300」を各地で共催する「J300地域アンバサダー」の一人として彼女を選定した。
2020年1月30日、「ほんまの学校」第2回オープンスクールでゲストスピーカー。
2020年2月9日、阪神南県民センター（尼崎市東難波町）主催・若者向け創業セミナー 講師。
2020年2月29日、『美人時計』に類似のウェブ上のコンテンツ『キッズ時計』が「Dream Creation NARA！」とコラボしてランウェイショーを行う。MC。
2022年2月1日、築134 年を迎える神戸北野エリアの異人館をリニューアルしたコワーキングスペース「北野メディウム邸」をオープン。
2023年7月7日、七夕の日に創業70年以上になる神戸の真珠屋さんと共にブルーパールブランド『宝パール』をリリース。
2023年10月9日、神戸市でのスタートアップエコシステムの構築に向けた取り組みの一環として、神戸市、株式会社神戸新聞社、一般社団法人リベルタ学舎、株式会社ROUGH LABOの共催で女性起業家や起業に関心のある女性を支援する事業「S-Wing!』を始動。同プログラムでの講師及びメンターを務める。
2024年2月、神戸北野エリアの異人館で二店舗目となるカフェテラス『ティファニーの休日』をオープン。
2024年2月、ブルーパールブランド『宝パール』のイメージ曲となる、『宝パール』をリリースし歌手デビュー。

### その他
「自分が好きなもので、社会に貢献できることは何だろう」って考え続けて、最後に行き着いたのが「人が集まる場所作りたい」ということだったが、そこからスムースに起業できたわけではなかった。アルバイトを掛け持ちして貯金した。パックの納豆を安売りしているタイミングで大量に買って冷凍、必要に応じて解凍する、納豆と米だけの生活が続いたこともあった。
貯金が100万円に達したところで、それを元手に300万円の融資を受け、大阪市中央区心斎橋で物件を借りてカフェを始めようとした。ところが親から「心配だからやめてくれ」と涙ながらに止められ、カフェを諦める。「27歳までにできてなかったら公務員になります。だからチャレンジさせて、27歳までは待ってて（ママ）」と親を説得、起業に再チャレンジ。